# 飽和電流
飽和電流（saturation current, scale current）、より正確に逆飽和電流は、半導体ダイオードに逆バイアス電圧を印加した時にわずかに流れる逆電流である。中性領域から空乏層への少数キャリアの拡散によって引き起こされる。
逆飽和電流は、逆バイアス電圧との関連性は低く、温度依存性が高い。
理想のpn接合ダイオードに対する逆飽和電流 {\displaystyle I_{\text{S}}} は、
{\displaystyle I_{\text{S}}=qAn_{\text{i}}^{2}\left({\frac {1}{N_{\text{D}}}}{\sqrt {\frac {D_{\text{p}}}{\tau _{\text{p}}}}}+{\frac {1}{N_{\text{A}}}}{\sqrt {\frac {D_{\text{n}}}{\tau _{\text{n}}}}}\right)}
各変数は以下の通りである。
{\displaystyle q} : 電荷素量
{\displaystyle A} : 断面積
{\displaystyle D_{\text{p}},D_{\text{n}}} : それぞれ正孔と電子の質量拡散率（拡散係数）
{\displaystyle N_{\text{D}},N_{\text{A}}} : ドナー（n型半導体に電子を提供する不純物）とアクセプタ（p型半導体に正孔を提供する不純物）の濃度
{\displaystyle n_{\text{i}}} : 真性半導体キャリア密度
{\displaystyle \tau _{\text{p}},\tau _{\text{n}}} : それぞれ正孔と電子のキャリア寿命
逆バイアス電圧の増加は、pn接合を通して多数キャリアが拡散することを防ぐ。
しかしながら、この状態は、pn接合を通して少数キャリアが移動することを可能にする。
n型領域とp型領域の少数キャリアは、熱によって生成された電子ー正孔ペアによって生じるので、それらの少数キャリアは熱に強く依存し、印加された逆バイアス電圧に依存しない。
印加された逆バイアス電圧は、これらの少数キャリアに対して順方向バイアスとして機能する。そして、多数キャリアの動きによって生じる電流と反対方向に小さな電流がダイオードに流れる。
注意するべきは、飽和電流は半導体デバイスの定数ではないということである。
それは温度によって変化するからである。
この変化は、ダイオードの温度係数に強く依存する。
一般的な経験則として、温度が10度上昇する毎に飽和電流は2倍になる。